# Lesseur
Lesseur (eller Le Sueur) är en fransk släkt. Det finns ett tiotal personer i Sverige som bär namnet. Den tidigast kända härstamningen för släkten är området Normandie, i norra Frankrike. Vissa uppgifter tyder emellertid på en ännu äldre härstamning från Provence-distriktet i Frankrike.

## Etymologi
Namnet Lesseur stavades ursprungligen Le Sueur, vilket på äldre franska betyder ungefär "en som syr", som syftar på en skomakare, snarare än en skräddare. Enligt annan källa finns inget passande verb utan Sueur syftar troligen på en plats. 

## Historia
Under den tidiga medeltiden var Frankrike skådeplats för många religiösa och politiska uppgörelser. Familjen Le Sueur levde i Normandie, där man var en av de mer privilegierade släkterna. Liksom många andra, tvingades denna familj att ta sin tillflykt till Kanalöarna, som en följd av det instabila läget i Frankrike. På Kanalöarna blev släkten kvar och giftes in i en del betydelsefulla familjer. Det finns fortfarande personer inom släkten som lever på Jersey i Engelska kanalen.

## Utbredning
Namnet finns fortfarande under bägge stavningarna på flera håll i världen, till exempel i Frankrike och USA. Om - och i så fall på vilket sätt - dessa har kopplingar till den svenska släkten Lesseur, är fortfarande outrett. Den första kända personen med namnet i Sverige var trädgårdsmästaren Johan (Jean) Le Seur (1696-1779). Han har hittats i kyrkoböcker i Roslagen, tidigast 1729 i Vidbo socken. Idag finns ett tiotal personer i Sverige, som bär namnet Lesseur. Samtliga dessa härstammar från en sonsons sonson till Johan Le Seur.